# 國民黨 (1912年)
國民黨由宋教仁於民國元年（1912年）主導成立，是中華民國北京政府時期一個主張內閣的政黨，由中國同盟會和其他黨派合併而成，並推舉孫文為理事長。在反袁世凱的二次革命失敗後，國民黨被袁世凱下令解散。孫文及部分成員於日本東京另立中華革命黨，但黃興、陳炯明等國民黨元老不願意加入該黨，而中華革命黨最終在上海改組成中國國民黨。

## 背景
中國同盟會原是清朝末年由多個革命團體組成的一個秘密結社，在1912年3月公開化後吸收了大量的新會員，之後由於孫中山于1912年3月辭去中華民國臨時大總統職位，第一次唐紹儀內閣於6月請辭，使同盟會在中央政府的政治勢力消失。而袁世凱為把持政局遷都北京，在北京亦有很多前清的舊官僚，令同盟會受舊勢力的包圍；加上同盟會部份保守派和支系社團——民社與光復會分裂出去組成了共和黨，使同盟會有江河日下之勢。
同盟會司法部檢事長宋教仁為了避免同盟會再度分裂，確保同盟會在北京臨時參議院保持多數席位，亦為了實現他的內閣制政治理想，聯合統一共和黨、國民共進會、國民公黨、共和實進會組成了國民黨。其目標是依據《中華民國臨時約法》，通過民主選舉組成國民黨的內閣，掌握政治實權。
而與同盟會等革命派人士之主張向來背道而驰的原立憲派人士也聯合民主黨、共和黨、統一黨三黨組成進步黨，在國會與國民黨爭奪政權。

## 成立

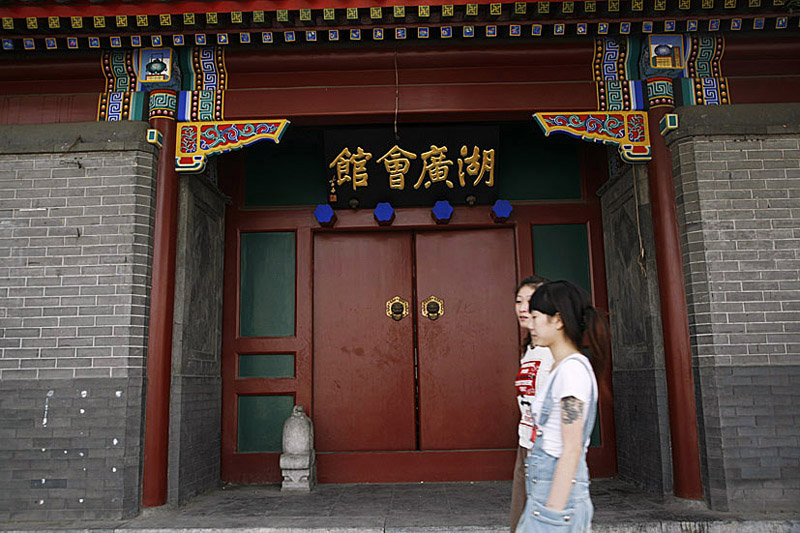
國民黨成立地點——北京湖廣會館

1912年8月5日至11日，中國同盟會、統一共和黨、國民共進會、國民公黨、共和實進會分别派出代表共同磋商合併事宜，各方推舉的代表為：
- 中國同盟會：宋教仁、仇亮、劉彦、湯漪、張耀曾、李肇甫
- 統一共和黨：馬邻翼、彭允彝、王樹聲、張壽森、谷鍾秀、殷汝驪
- 國民共進會：王寵惠、徐謙、陸定、沈其昌、王善荃、蒋邦彦、馬振憲、姚憾
- 共和實進會：董之雲、許廉、夏樹仁、晏起
- 國民公黨：虞熙正

8月13日，中國同盟會發表將改組為國民黨之宣言。
8月14日，孫中山與黄興就中國同盟會改组為國民黨一事，在上海聯合致電同盟會各海外支部以徵求同意。
8月25日，國民黨成立大会在北京湖廣會館舉行。該黨由中國同盟會、統一共和黨、國民共進會、國民公黨、共和實進會等五團體合併改組而成。
在成立大會上，決定了如下主要人事安排：
- 理事长：孫文（宋教仁代理）
- 代理理事长：宋教仁
- 理事（9人）：孫文、黄興、宋教仁、王寵惠、王人文、王芝祥、張風翙、吳景濂、貢桑諾爾布。
- 參議（30人）：閻锡山、張繼、李烈鈞、胡瑛、王傳炯、温宗堯、陳錦濤、陳陶遺、莫永貞、褚輔成、松毓、楊增新、于右任、馬君武、田桐、譚延閣、張培爵、徐謙、王善荃、姚錫光、趙炳麟、柏文蔚、沈秉堃、景耀月、虞汝钧、張琴、曾昭文、蔣翊武、陳明遠。
- 候補參議（10人）：尹昌衡、袁家普、唐绍儀、唐文治、 胡漢民、王紹祖、高金釗、許廉、夏仁樹、賀國昌
- 名譽參議（7人）：溥倫、鈕永建、徐紹楨、姚雨平、林述慶、馬安良、張錫銮

國民黨的人事組織有理事九人、參議三十人、候補參議十人及名譽參議七人。九位理事分別是：孫中山、黃興、宋教仁、王寵惠、王人文、王芝祥、吳景濂、張鳳翽及蒙古人貢桑諾爾布，以孫中山為理事長。由於孫當時為全國鐵路督辦，总部在上海，而黃興又是當時的粵川鐵路督辦，故實際黨務由宋教仁代理。

## 組織
國民黨本部設於北京，下設總務部、政事部、文事部、交際部、會計部、政務研憲會等機構。
- 總務部主任幹事：魏宸组、殷汝驪
- 政務部主任幹事：谷钟秀、湯漪
- 文事部主任幹事：楊庶堪
- 交際部主任幹事：李肇甫
- 政務研究會主任幹事：張耀曾、劉彦

## 國會選舉及宋教仁案
1912年底至1913年初在中華民國國會的選舉中，國民黨若不計跨黨派人士，在參議院274個席位總共贏得132個席位，在眾議院596個席位中共贏得269個席位，參眾兩院均為第一大黨，代理事長宋教仁可望成為國務總理。
在國會召開第一次正式會議之前，袁世凱發電召宋教仁赴北京共商國事；宋教仁認為大局已定，遂毅然起行。臨行前，陳其美曾經囑咐宋小心袁世凱，于右任亦勸宋改行海路，皆不為宋所接納。1913年3月20日晚上10時，宋教仁於上海火車站遇刺；兩日後去世，時年32歲。
數日後，正兇武士英及協兇應夔丞落網，並且在應夔丞家中搜出了一封代國務總理趙秉鈞給他的密電碼一冊，「叮囑『以後有電直寄國務院』」的密函一份及多件由內務部秘書洪述祖指使他行刺宋教仁的電函。故此歷史學家都認為袁世凱或趙秉鈞是幕後主謀。

## 二次革命及國民黨分裂
在「宋案」發生後，國民黨內部彌漫著悲憤情緒，黨內一致認為袁世凱是幕後主謀，但在追究責任的方式上存在嚴重分歧。孫中山力主即刻起兵討袁，理由是袁世凱為前清重臣，曾對革命黨與清廷首鼠兩端，不可信任又擁兵自重，靠法律討公道是行不通的；不如趁袁世凱的億兩萬銀元軍費（即善後大借款）尚未到手，國民黨率先發難，或許尚有勝算。但與會者只有戴季陶一人贊成，其餘黨員則支持黃興的建議，通過法律途徑控告袁世凱。理由是國民黨沒有足夠強大的軍力去找袁興師問罪，且如今中華民國是現代共和政體，國民黨作為國會中的多數政黨，解決紛爭應訴諸法律而不是武力，否則將破壞中國好不容易初具雛形的代議民主制度；若袁世凱公然毀法，屆時再起兵亦不遲。
於是國民黨先請江蘇都督程德全向國會提出成立特別法庭處理「宋案」，但被國民黨籍的司法總長許世英駁回，他認為依法訴訟應由地方法庭開始，不可逾級，成立特別法庭更是干預司法獨立。另一方面孫中山要求國民黨籍的江西都督李烈鈞、安徽都督柏文蔚和廣東都督胡漢民宣佈獨立，但三都督皆回覆無足夠實力，而孫在武漢進行的地下活動亦被黎元洪搗破。其他黨員如黃興等，則堅持通過法律途徑處理宋案，並無積極軍事佈署。
當袁世凱繞過國會程序，向六國列強商借的善後大借款入手後，受到國會議員和湖南都督譚延闓、江西都督李烈鈞、安徽都督柏文蔚及廣東都督胡漢民四位都督的抵制。此時孫中山自知不敵，為了國民黨不被袁世凱剿滅，同意以和平方式解決宋案，但袁堅持撤換國民黨籍都督李烈鈞、柏文蔚及胡漢民。1913年7月，孫中山在上海召開黨務會議，決定興師討袁，發動「二次革命」。
7月12日，李烈鈞率先宣佈江西獨立，接著江蘇、安徽、廣東、福建、湖南及重慶亦宣佈獨立，黃興被任命為江蘇討袁軍總司令，但不到兩個月就被袁世凱的中央軍和唐繼堯的滇軍所擊敗。孫中山、黃興、李烈鈞、柏文蔚、陳炯明、陳其美、胡漢民等國民黨領袖相繼流亡日本。
7月31日，袁世凱限令國民黨三日內將參與二次革命的黨員除名，因此黃、李等黨籍被撤銷，此時的國民黨已分裂。

## 解散國民黨
袁世凱並未因為國民黨部份黨員發動「二次革命」而立即將它定為非法組織，因為他仍需要國會選舉自己為正式大總統，國民黨議員在國會內佔多數，將其解散等同癱瘓國會。1913年10月6日，国会选举袁世凯为正式大总统。11月4日，利用完國民黨的袁下令解散國民黨，圍封國民黨北京本部，并收缴該黨議員證書，因此国会人数不足而无法开会。1914年1月，袁宣布解散國會。
孫中山檢討「二次革命」失敗的原因，認為國民黨在宋案發生後未能立即起兵，失去先機以致袁世凱得到善後大借款後，國民黨再無籌碼與其交涉。又表示根本原因是國民黨不但失去了同盟會的武裝革命精神“散漫無力”，而且有很多所謂“投機份子”、“政客”、“軍閥”、“市井之徒”混入黨內。因此在「二次革命」期間，很多黨員便各自打算，並未服從理事長孫中山的號令，例如譚延闓；甚者，大多數國民黨員否定訴諸武力，支持政治解決。總之，孫中山僅為理事長，並不擁有國民黨的絕對領導權，當時民主政黨的黨員也無絕對義務聽從黨魁之命令。
有鉴于此，孫中山決定重新創立一個充滿革命精神、行動一致、服從領袖的中華革命黨，繼續討袁。然而對於中華革命黨的組織辦法，尤其是須宣誓服從孫中山一人，以及按手印為記這類幫會的作法，黃興、李烈鈞、柏文蔚、陳炯明等無法接受，故拒絕加入，他們另組歐事研究會，對外仍用「國民黨」之名，在一定程度上繼續反袁。